# 治山正次
治山 正次（はるやま しょうじ、1932年1月15日 - 2022年12月17日）は、日本の経営者。はるやま商事の創業者。岡山県出身。

## 経歴
1954年に大阪市立大学を卒業。
1955年、玉野市に前身となるはるやま洋服店を創業。1973年にはるやま商事を設立して社長に就任。1978年、倉敷市の幹線道路沿いに初めて郊外型の店舗を出店し、1988年には岡山市内に大型店をオープン。以降、全国の主要幹線道路沿いに店舗を展開し、紳士服大手企業として発展させた。2003年6月に社長職を息子の正史に譲り、2009年まで代表取締役会長を務めた。2009年からは名誉会長に就任。
その後、新型コロナウイルス感染症(COVID-19)の感染拡大よる経営不振を理由に、2020年の株主総会で大株主である長女とともに正史ら経営陣の退任を要求。一族対立が浮き彫りとなったが、過半数の支持が得られず正史の再任が承認された。
2022年12月17日老衰のために死去。90歳没。